# Bojana Radulović
Bojana Radulović (în sârbă Бојана Радуловић, în maghiară Bojana Radulovics; n. 23 martie 1973, în Subotica, RSF Iugoslavia, astăzi în Serbia) este o fostă mare handbalistă iugoslavă și ungară care conduce actualmente academia de handbal a Dunaújvárosi NKS.
Una din cele mai bune jucătoare de handbal din toate timpurile, Radulović a fost votată Cel mai bun handbalist al anului-IHF în 2000 și 2003 de către Federația Internațională de Handbal și a devenit prima, iar până în prezent singura handbalistă căreia i-a fost decernat prestigiosul premiu de două ori. La nivel de club, în afara unui mare număr de succese domestice, ea a cucerit fiecare cupă europeană importantă, inclusiv Liga Campionilor EHF în 1999. Ea a obținut o medalie olimpică de argint în 2000, cu echipa națională a Ungariei, și o medalie de argint la Campionatul Mondial din 2003. La Campionatul European din 2004, desfășurat în Ungaria, Radulović a câștigat medalia de bronz după ce echipa sa a învins cu 29-25 Rusia în meciul pentru locurile 3-4.

## Carieră

### Club
Radulović și-a început cariera la clubul de junioare din orașul natal și a trecut la profesioniști prin transferul la ŽRK Radnički Belgrad, echipă cu care a câștigat Cupa Cupelor EHF în 1991. Ulterior, ea s-a transferat în străinătate, la clubul spaniol BM Sagunto, iar apoi în campionatul ungar. Mai întâi, Radulović a semnat cu Caola SE, unde calitățile sale excepționale au devenit rapid vizibile și, în ciuda faptului că juca pentru o echipă mai slabă, ea a devenit cea mai bună marcatoare din campionatul maghiar în 1995. Performanțele sale au atras atenția recent câștigătoarei Cupei Cupelor EHF, Dunaújvárosi NKKSE, care și-a asigurat serviciile handbalistei la sfârșitul anului competițional. În Ungaria numele său a fost ortografiat Radulovics.
Radulovics a devenit imediat un jucător cheie la noul club, unde a excelat prin stilul său plin de creativitate, jocul inteligent și extraordinarul său instinct pentru goluri. Ea și-a trecut în palmares primul său succes în 1998, când Dunaújváros a câștigat Cupa EHF, Cupa Ungariei și Campionatul Ungariei. În campionat Radulovics a termiat pe locul trei în topul marcatoarelor, cu 170 de goluri. Câștigând titlul național, Dunaújvárosi NKKSE a jucat în anul următor în Liga Campionilor EHF, pentru prima dată în istoria sa. După o relativ ușoară fază a grupelor, clubul a trecut de sferturile de finală și de semifinală în două duble foarte strânse contra Ikast FS (scor general 50–48) și Hypo Niederösterreich (scor general 50–49), întâlnind apoi pe Krim Ljubljana în finală. Pe teren propriu, în fața a 4000 de fani, handbalistele maghiare și-au creat un avantaj de două goluri, iar după egalul 26–26 din meciul tur ele au câștigat cel mai prestigios trofeu european la handbal feminin. În același an, Radulovics și formația sa au obținut și Trofeul Campionilor EHF. Astfel, la doar 26 de ani, ea a devenit deținătoarea tuturor titlurilor continentale importante.
În anii următori Dunaújváros a rămas un club de top, dar la nivel continental nu a mai reușit să câștige un alt trofeu. Cel mai aproape a fost în 2003, când echipa maghiară a jucat împotriva Slagelse DT în finala Cupei EHF, dar a pierdut în fața rivalelor daneze cu 47–49 scor general. În competițiile interne Radulovics a avut mai mult succes: a câștigat de cinci ori campionatul maghiar și de tot atâtea ori Cupa Ungariei. Pentru serviciile aduse echipei și orașului, precum și pentru comportamentul sportiv exemplar, Radulovics a fost numită cetățean de onoare al Dunaújváros, în 2001.
În martie 2006 Radulovics și-a anunțat planurile de retragere din handbalul profesionist, însă după ce a primit din partea clubului Győri Audi ETO KC o ofertă pe care nu a putut-o refuza, a semnat cu acesta pentru un an competițional.
Pe 8 octombrie 2006, ea a suferit o ruptură de ligament la umăr în timp ce juca împotriva fostului ei club, ruptură care a ținut-o luni bune în afara terenului de joc. Deși s-a recuperat complet, și mai mult, a contribuit decisiv prin golurile înscrise la câștigarea Cupei Ungariei de către Győr, Radulovics a decis să nu-și extindă contractul la sfârșitul sezonului și s-a retras din handbal. Imediat după aceea, ea s-a întors în Serbia unde și-a deschis o afacere, un parc de distracții și safari pentru copii.
În septembrie 2009, mass-media maghiară a fost inundată de știrile că Radulovics s-ar putea întoarce să ajute echipa Dunaújváros, care își pierduse majoritatea jucătoarelor din cauza unor probleme economice. Știrile s-au dovedit adevărate,, iar Radulovics a jucat primul său meci după doi ani de absență pe 18 septembrie 2009, împotriva Hunnia KSK. Ea a înscris 4 goluri și a dat un număr de pase decisive. De la reîntoarcerea ei, Radulovics a jucat în formă maximă și s-a clasat pe locul 11 în topul celor mai bune marcatoare din Liga Ungariei, cu 112 goluri în sezonul 2010–2011.
Pe 28 octombrie 2010, printr-o hotărâre a Consiliului Local Dunaújváros, Bojana Radulovics a fost numită să conducă secția feminină a nou-formatei academii de handbal a orașului, programată să-și deschidă porțile în septembrie 2011, în cooperare cu Universitatea din Dunaújváros.
La sfaturile doctorului, Radulovics și-a anunțat retragerea finală din sportul profesionist pe 10 august 2011 și a continuat să se concentreze pe noua sa funcție de la academia locală de handbal.

### Cariera internațională
Radulovics a fost convocată de 70 de ori la echipa națională a Iugoslaviei, când, în 1999, după ce jucase deja de mai mulți ani în Ungaria, ea a obținut cetățenia maghiară și a decis să reprezinte această țară la nivel internațional. Ea a debutat pe 25 iulie 2000 împotriva Franței și a participat la Jocurile Olimpice încă din acel an, câștigând medalia de argint după o înfrângere în fața Danemarcei în finală. În sferturile de finală împotriva Austriei, golul ei a stabilit în ultimul moment un egal la expirarea timpului regulamentar de joc, după ce Ungaria a recuperat în doar cinci minute un deficit de patru goluri. În prelungiri, handbalistele maghiare au câștigat după o luptă crâncenă, 28–27. Ziua următoare, în semifinale, Ungaria a depășit surprinzător de ușor Norvegia, cu 28–23, pentru a întâlni în finală Danemarca. Echipa maghiară a arătat o excelentă așezare pe teren și a câștigat un avantaj confortabil, dar a suferit o cădere spre finalul meciului și a pierdut titlul. Totuși, în ciuda înfrângerii, Radulovics, care a terminat pe locul patru în topul marcatoarelor, cu 55 de goluri, a fost selectată în echipa All-Star team a competiției. Mai mult, ei i s-au atribuit premiile de „Cel mai bun handbalist al anului din Ungaria” și Cel mai bun handbalist al anului-IHF ca recunoaștere a performanțelor sale sportive extraordinare de-a lungul anului.
Din cauza unei rupturi de ligamente la genunchi, Radulovics a ratat Campionatul European din 2000, unde Ungaria a câștigat medalia de aur. Ea a fost operată și s-a întors pe teren în toamna anului 2001, în perioada pregătirilor pentru Campionatul Mondial. Ruptura de ligamente a recidivat însă, forțând-o să iasă de pe teren în meciul împotriva Spaniei și obligând-o să rămână pe bancă tot restul competiției, în care Ungaria a terminat pe poziția a șasea.
Din cauza accidentării și, ulterior, a unui concediu de maternitate, Radulovics a stat departe de handbal până în 2003. Ea s-a întors la echipa națională pentru Campionatul Mondial din 2003, unde a înscris nouă goluri împotriva României și opt împotriva Coreei de Sud în drumul către finală, unde Ungaria a întâlnit Franța. Unguroaicele au dominat primele 50 de minute ale meciului, dar franțuzoaicele au dat o replică pe final și, la scorul de 28-27, arbitrii au acordat o lovitură de la 7 metri când nu mai era nicio secundă de joc. Penalitatea a fost transformată de Leila Lejeune, iar meciul s-a terminat în prelungiri, unde, în ciuda celor 13 goluri înscrise de Radulovics, Ungaria a pierdut cu 29-32. Cu un record neegalat până atunci de 97 de goluri, interul dreapta cu dublă cetățenie a fost principala marcatoare a competiției, a fost selecționată în echipa All-Star team și, mai târziu, a fost desemnată din nou Cel mai bun handbalist al anului-IHF pentru realizările din 2003.
Ea a fost din nou în formă maximă la Olimpiada din 2004, unde a înscris 54 de goluri, număr cu care a devenit cea mai bună marcatoare a competiției. Ungaria a terminat pe locul cinci, după două înfrângeri la limită în fața Ucrainei (22–23) și Franței (23–25). Unul dintre meciurile memorabile a fost cel pentru locurile 5-6 împotriva Spaniei, în care ea a contribuit 10 goluri la victoria cu 38–29.
Pe 18 octombrie 2004, ea a fost decorată cu SportStars Award, un premiu acordat celor mai importante personalități ale sportului. Un total de 54 de sportivi a fost recompensat în noaptea galei, desfășurată la Muzeul Olimpic din Lausanne, inclusiv săritoarea cu prăjina Elena Isinbaeva, multiplă campioană mondială și olimpică, tenismenii Roger Federer și Justine Henin, baschetbalistul Pau Gasol sau pentatlonista Zsuzsanna Vörös.

## Palmares

### Club
- Nemzeti Bajnokság I:
  -  Câștigătoare: 1998, 1999, 2001, 2003, 2004

- Magyar Kupa:
  -  Câștigătoare: 1998, 1999, 2000, 2002, 2004, 2007

- Liga Campionilor EHF
  -  Câștigătoare: 1999

- Cupa Cupelor EHF:
  -  Câștigătoare: 1991

- Cupa EHF:
  -  Câștigătoare: 1998
  - Finalistă: 2003

- Trofeul Campionilor EHF:
  -  Câștigătoare: 1999

### Echipa națională
- Jocurile Olimpice:
  -  Medalie de argint: 2000
  - Locul patru: 2004

- Campionatul Mondial:
  -  Medalie de argint: 2003
  - Locul șase: 2001

- Campionatul European:
  -  Medalie de bronz: 2004
  - Locul cinci: 2002

## Premii
- Cel mai bun marcator din Nemzeti Bajnokság I: 1995
- Intermediarul dreapta al All-Star Team la Jocurile Olimpice: 2000
- Crucea Regală a Ordinului de Merit al Republicii Ungaria: 2000[25]
- Cel mai bun handbalist al anului din Ungaria: 2000
- Cel mai bun handbalist al anului-IHF: 2000, 2003
- Cetățean de onoare al orașului Dunaújváros: 2001
- Intermediarul dreapta al All-Star Team la Campionatul Mondial: 2003
- Cel mai bun marcator la Campionatul Mondial: 2003
- Cel mai bun marcator la Campionatul European: 2004
- Cel mai bun marcator la Jocurile Olimpice: 2004
- SportStars Award: 2004
- Handbalista deceniului în Ungaria: 2010